# 非洲國際航空
非洲國際航空是一間貨運航空公司位於南非約翰內斯堡，它服務國際貨運包機服務。它的樞紐機場是英國的肯特國際機場、南非約翰內斯堡的奧利弗·坦博國際機場和比利時的奧斯坦德-布魯日國際機場。主要代理的航空公司是Intavia有限公司，位於英國薩西克斯郡克勞利。

## 代號資料
- ICAO代號: AIN
- 呼號: FLY CARGO [2]

## 歷史
航空公司成立並開始服務於1985年的斯威士蘭，初時是服務其他航空公司的合同服務，在1988年重組後加入了Intavia股份和服務，服務就轉為全球的貨運服務。

## 機隊
非洲國際航空有以下機隊(2007年3月) :
- 1 道格拉斯 DC-8 50系列
- 3 道格拉斯 DC-8-62F

## 外部連結
- 官方網站

## 備註
1. 1 2  . 國際飛行. 2007-03-27: 51.
2. ↑  .   [2009-03-21]. （原始内容存档于2008-08-28）.